# 乌斯太镇
乌斯太镇，是中华人民共和国内蒙古自治区阿拉善盟阿拉善左旗下辖的一个乡镇级行政单位。

## 行政区划
乌斯太镇下辖以下地区：
乌兰布和社区、玛拉沁社区、乌兰毛道嘎查和巴彦敖包嘎查。